# Peravurani
Peravurani är en ort i Indien.   Den ligger i distriktet Thanjavur och delstaten Tamil Nadu, i den södra delen av landet, 2 100 km söder om huvudstaden New Delhi. Peravurani ligger 29 meter över havet och antalet invånare är 21 663.
Terrängen runt Peravurani är mycket platt.  Närmaste större samhälle är Pattukkottai, 19,6 km nordost om Peravurani. Trakten runt Peravurani består till största delen av jordbruksmark.